# Burgar

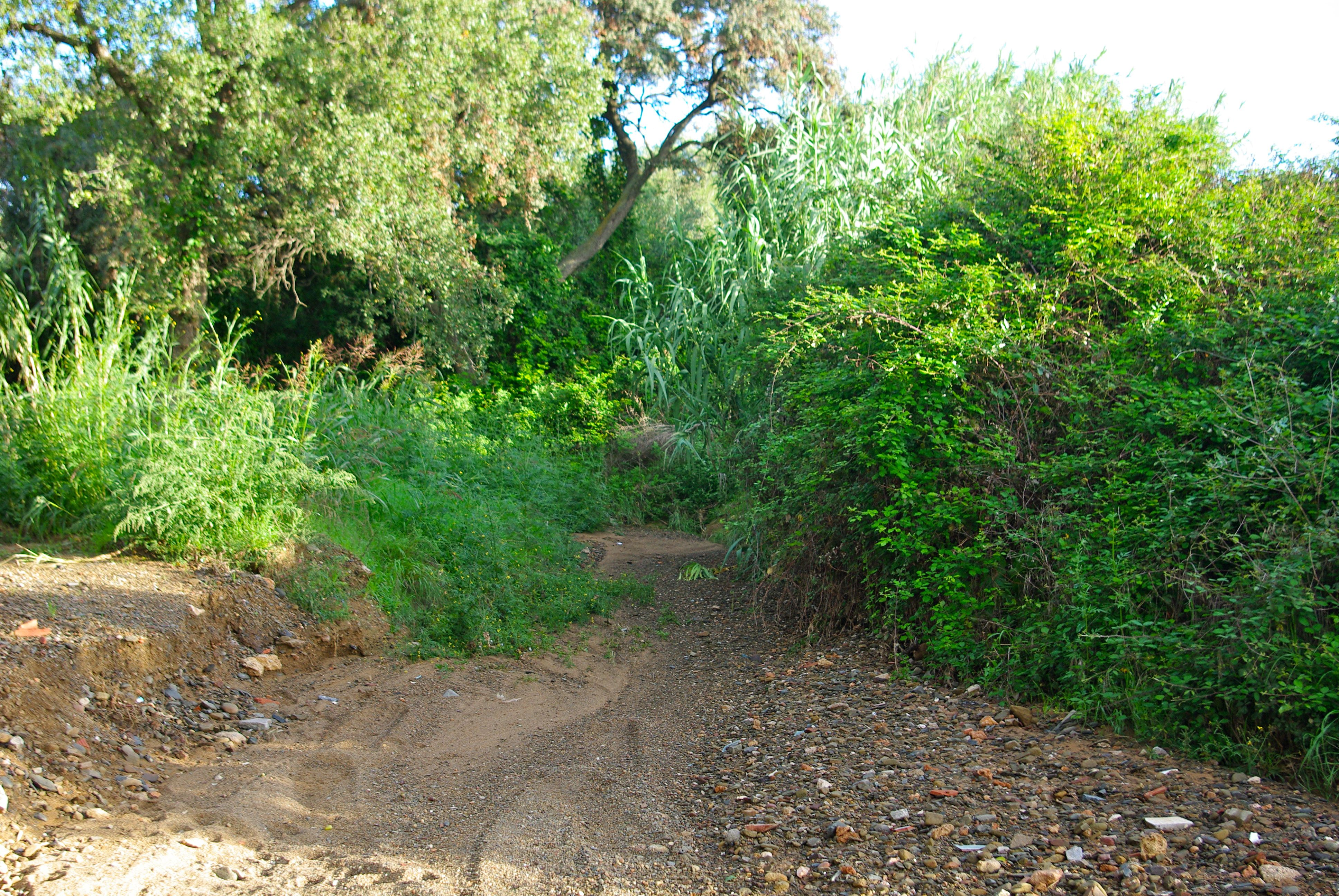
Barranc del Burgar, prop del camí del Burgar

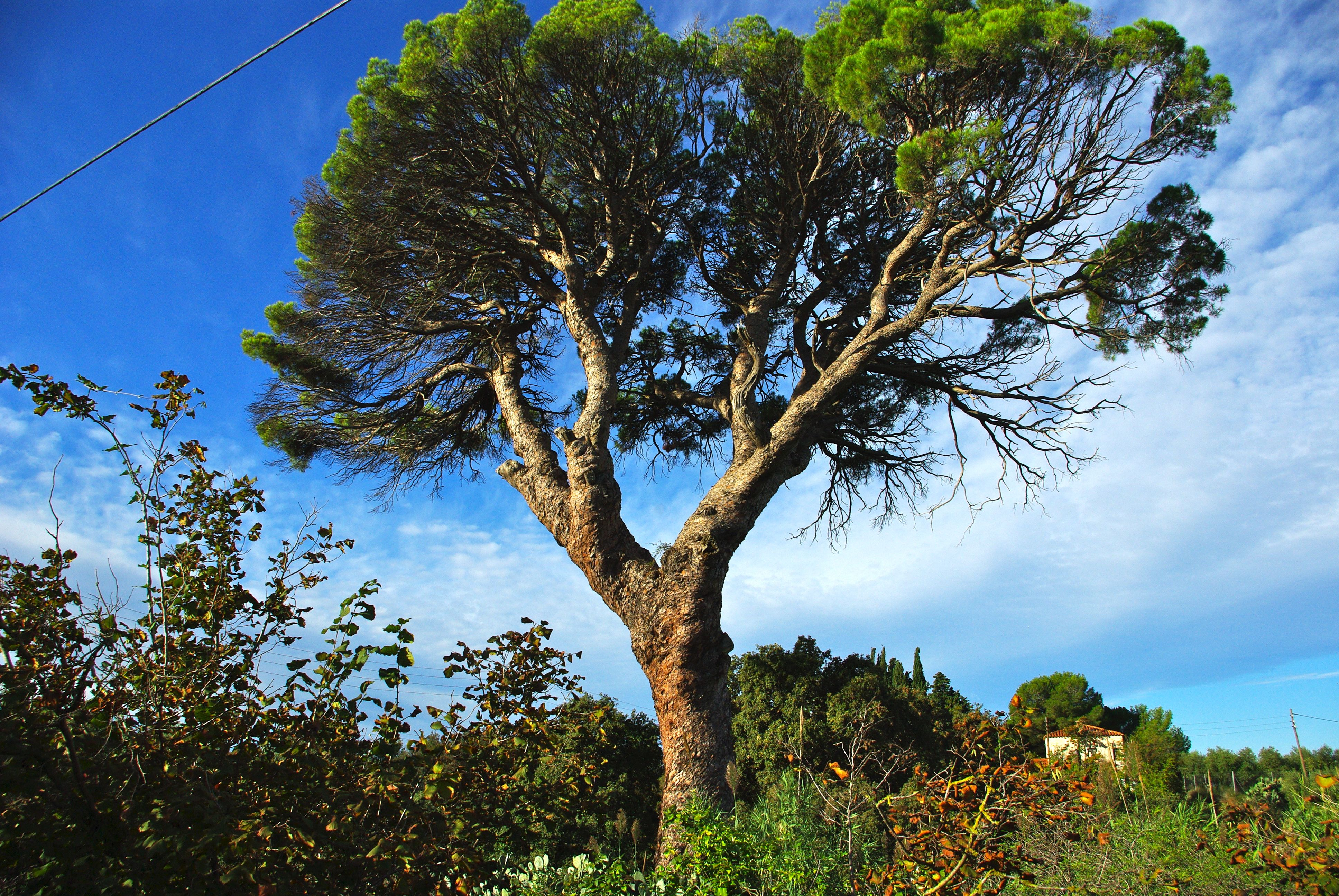
Pi del Burgar, vora el Mas del Burgar

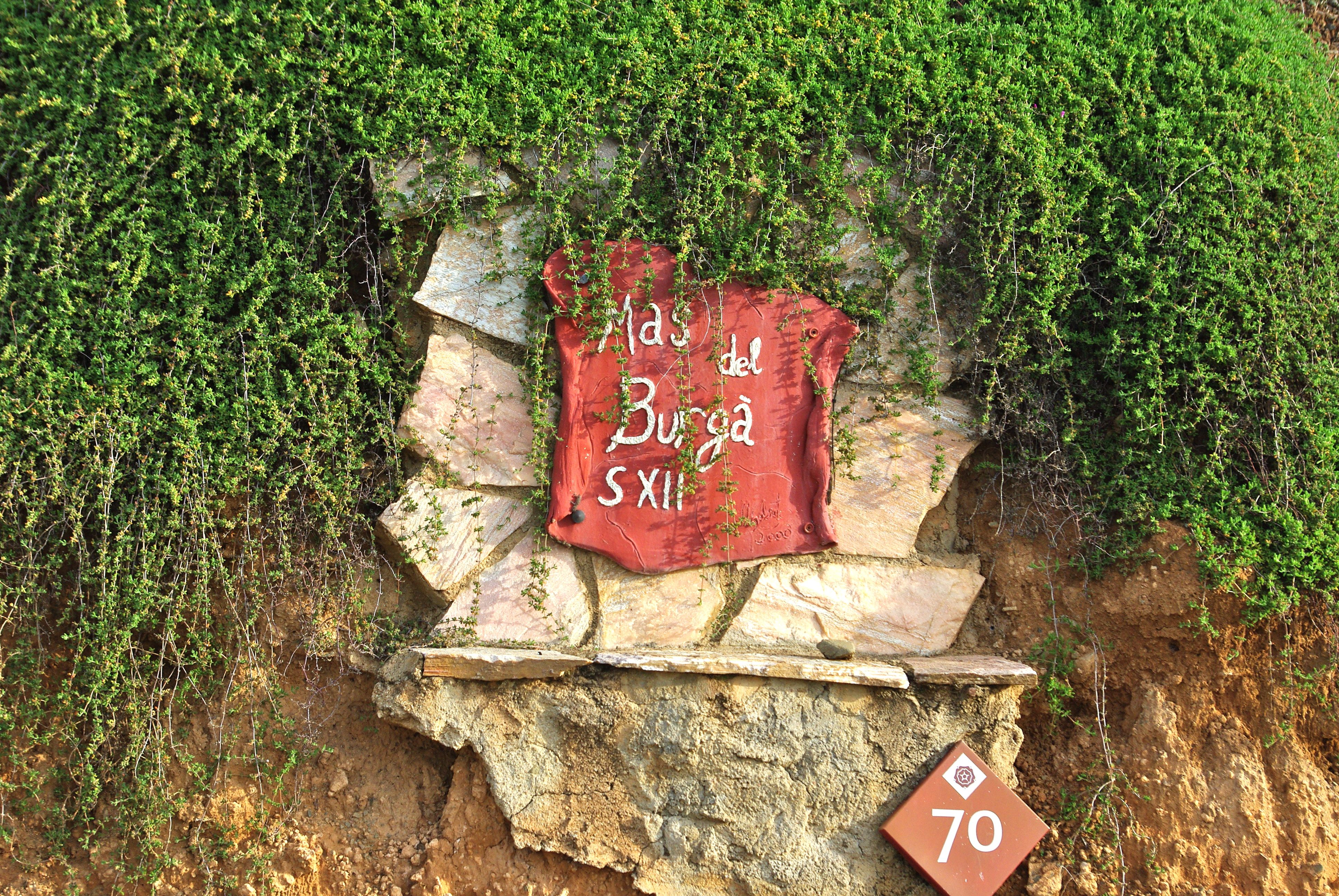
Cartell a l'entrada del Mas del Burgar al terme de Reus

El Burgar, antigament dit també el Brugar és una partida de terra molt gran, amb diversos masos, situada al nord de Reus, en direcció a la Selva del Camp. Limita al sud amb la Grassa i el terme de Constantí, i per tots els altres costats amb el terme de la Selva, tret d'un bocí molt curt, separat de la partida de Montoliu per la Riera de la Quadra.

## Història
Robert d'Aguiló i la seva muller Agnès el va donar a poblar el 18 d'abril del 1157 a Tomàs d'Aixemús, en feu de l'església de Tarragona. Alguns autors sostenen que el Burgar va ser donat directament per Ramon Berenguer IV i l'arquebisbe a Pere d'Aixemús, que hi hauria construït un castell. El 1174, Baldoví, un dels pobladors del lloc, va cedir la part del domini que tenia als canonges de Tarragona. Al poblament només s'admetien cristians d'origen i no s'acceptaven ni jueus ni musulmans, ni tan sols els convertits. Això va frenar el seu desenvolupament segons manifesta Pere Anguera en el llibre Històries de Reus. El 1291 pertanyia a Arnau de Vallcorba, de la Selva, que va prendre el títol de batlle del Burgar el 1299. El 1356 va ingressar a la Comuna del Camp, a la qual va pertànyer com a mínim fins al 1710. El 1362 es va fer un pacte per l'aigua amb la gent de Constantí, a instàncies de Pere el Cerimoniós i de l'arquebisbe Pere de Clasquerí, que van establir unes ordinacions. El 1378 estava inclòs en els terrens coneguts com les Faldes de Tarragona, cosa que potser vol dir que va ser escollit com a refugi durant les pestes de l'època, ja que van augmentar considerablement els seus habitants. El 1413 Joan el Sense Fe va vendre els drets que tenia al terme a l'arquebisbe Ènnec de Vallterra i el 1438 l'arquebisbe Domènec Ram i Lanaja va concedir el lloc al batlle de la Selva. L'any 1446 pertanyia a Dalmau de Barberà, donzell o gentilhome reusenc, que no volia pagar els impostos a l'església de Tarragona. El 1710 va ser fidel a l'arxiduc. La seva població sempre va ser molt petita. Quan es va incorporar a Reus a la primera meitat del segle xix, tenia 20 habitants, però quinze anys abans només en tenia 6. El delme es pagava en el portal del Camí d'Aixemoreres.
El Burgar es va incorporar al terme de Reus l'any 1842. Actualment s'hi pot accedir per la carretera de Reus a la Selva del Camp (coneguda com a carretera de Montblanc i ara com a C-14), a mà dreta, després de passar el cementiri de la ciutat, pel carrer principal del grup de naus industrials de les Illes Medes. Acabat el carrer, continua com a camí (camí del Burgar) i es troben molts masos, i entre ells, el principal, ben assenyalat, a l'esquerra, el Mas del Burgar i a la dreta el Mas del Botanch. També s'hi pot accedir a partir de la carretera de Reus al Morell, girant a l'esquerra a partir del punt quilomètric 2.

## Monuments
El Mas del Burgar, lloc central del terme que es pot veure des del Camí del Burgar, és una masia de planta rectangular, destinada als afers del camp en una de les zones més antigues de Reus. Està distribuïda en planta baixa i tres pisos. Destaca l'últim, la golfa, que ocupa tota la superfície de la planta, on hi ha una sèrie d'arcs de mig punt al llarg de la façana. La coberta, a quatre vessants, té com a remat una barbacana. Té adossada una capella dedicada a la Mare de Déu de l'Esperança, construïda durant el segle xviii, que conserva unes interessants pintures. L'edifici està construït amb maó massís, present en diverses zones de la façana, sobretot en les arcades de l'última planta. Un gran pi, el Pi del Burgar, prop del Mas del Burgar va originar el nom del barranc del Pi del Burgar (o simplement barranc del Burgar), el qual en alguns llocs és un camí i en d'altres apareix més ferotge. A la vora del barranc s'hi troben ara nombroses masies, entre elles el Mas de les Tres Eres, el Mas d'Ollé, el Mas del Botanch i el mateix Mas del Burgar. El barranc recull les aigües del terme quan plou i les condueix en direcció a Vila-seca.